# Repêchage d'entrée dans la LNH 2000
Ne pas confondre avec le repêchage d'expansion de la LNH 2000.
1999 2001
Le repêchage d'entrée dans la Ligue nationale de hockey 2000 a eu lieu dans le Pengrowth Saddledome de Calgary dans l'Alberta (Canada) le 24 et 25 juin.

## Sélections par tour[1],[2],[3]
Les sigles suivants sont utilisés dans les tableaux pour parler des ligues mineures :
- LHO : Ligue de hockey de l'Ontario
- LHJMQ : Ligue de hockey junior majeur du Québec.
- LHOu : Ligue de hockey de l'Ouest
- NCAA : National Collegiate Athletic Association
- AMH : Association mondiale de hockey
- Extraliga : Championnat de République tchèque de hockey sur glace
- SM-liiga : Championnat de Finlande de hockey sur glace
- Elitserien : Championnat de Suède de hockey sur glace
- Superliga : Championnat de Russie de hockey sur glace
- DEL : championnat d'Allemagne de hockey sur glace (Deutsche Eishockey-Liga)
- LNA : Ligue nationale A

| Sélections par tour                                                                              |
| 1er tour \| 2e tour \| 3e tour \| 4e tour \| 5e tour \| 6e tour \| 7e tour \| 8e tour \| 9e tour |

### 1ertour
| Rang | Joueur            | Nationalité        | Équipe LNH               | Repêché de                         |
| ---- | ----------------- | ------------------ | ------------------------ | ---------------------------------- |
| 1    | Rick DiPietro     | États-Unis         | Islanders de New York    | Terriers de Boston (NCAA)          |
| 2    | Dany Heatley      | Canada             | Thrashers d'Atlanta      | Badgers du Wisconsin (NCAA)        |
| 3    | Marián Gáborík    | Slovaquie          | Wild du Minnesota        | HC Dukla Trenčín (Extraliga)       |
| 4    | Rostislav Klesla  | République tchèque | Blue Jackets de Columbus | Battalion de Brampton (LHO)        |
| 5    | Raffi Torres      | Canada             | Islanders de New York    | Battalion de Brampton (LHO)        |
| 6    | Scott Hartnell    | Canada             | Predators de Nashville   | Raiders de Prince Albert (LHOu)    |
| 7    | Lars Jonsson      | Suède              | Bruins de Boston         | Leksands IF (Elitserien)           |
| 8    | Nikita Alekseïev  | Russie             | Lightning de Tampa Bay   | Otters d'Érié (LHO)                |
| 9    | Brent Krahn       | Canada             | Flames de Calgary        | Hitmen de Calgary (LHOu)           |
| 10   | Mikhaïl Iakoubov  | Russie             | Blackhawks de Chicago    | Lada Togliatti-2                   |
| 11   | Pavel Vorobiov    | Kazakhstan         | Blackhawks de Chicago    | Torpedo Iaroslavl (Superliga)      |
| 12   | Alekseï Smirnov   | Russie             | Mighty Ducks d'Anaheim   | HK Dinamo Moscou (Superliga)       |
| 13   | Ron Hainsey       | États-Unis         | Canadiens de Montréal    | River Hawks d'UMass-Lowell (NCAA)  |
| 14   | Vaclav Nedorost   | République tchèque | Avalanche du Colorado    | HC České Budějovice (Extraliga)    |
| 15   | Artiom Krioukov   | Russie             | Sabres de Buffalo        | Torpedo Iaroslavl (Superliga)      |
| 16   | Marcel Hossa      | Slovaquie          | Canadiens de Montréal    | Winter Hawks de Portland (LHOu)    |
| 17   | Alekseï Mikhnov   | Ukraine            | Oilers d'Edmonton        | Torpedo Iaroslavl (Superliga)      |
| 18   | Brooks Orpik      | États-Unis         | Penguins de Pittsburgh   | Eagles de Boston College (NCAA)    |
| 19   | Krystofer Kolanos | Canada             | Coyotes de Phoenix       | Eagles de Boston College (NCAA)    |
| 20   | Aleksandr Frolov  | Russie             | Kings de Los Angeles     | Torpedo Iaroslavl (Superliga)      |
| 21   | Anton Voltchenkov | Russie             | Sénateurs d'Ottawa       | CSKA Jr. (Russie)                  |
| 22   | David Hale        | États-Unis         | Devils du New Jersey     | Musketeers de Sioux City (USHL)    |
| 23   | Nathan Smith      | Canada             | Canucks de Vancouver     | Broncos de Swift Current (LHOu)    |
| 24   | Brad Boyes        | Canada             | Maple Leafs de Toronto   | Otters d'Érié (LHO)                |
| 25   | Steve Ott         | Canada             | Stars de Dallas          | Spitfires de Windsor (LHO)         |
| 26   | Brian Sutherby    | Canada             | Capitals de Washington   | Warriors de Moose Jaw (LHOu)       |
| 27   | Martin Samuelsson | Suède              | Bruins de Boston         | MODO hockey (Elitserien)           |
| 28   | Justin Williams   | Canada             | Flyers de Philadelphie   | Whalers de Plymouth (LHO)          |
| 29   | Niklas Kronwall   | Suède              | Red Wings de Détroit     | Djurgardens IF (Elitserien)        |
| 30   | Jeff Taffe        | États-Unis         | Blues de Saint-Louis     | Golden Gophers du Minnesota (NCAA) |

### 2etour
| Rang | Joueur              | Nationalité        | Équipe LNH                | Repêché de                         |
| ---- | ------------------- | ------------------ | ------------------------- | ---------------------------------- |
| 31   | Ilia Nikouline      | Russie             | Thrashers d'Atlanta       | THK Tver (Vysshaya liga)           |
| 32   | Tomáš Kůrka         | République tchèque | Hurricanes de la Caroline | Whalers de Plymouth (OHL)          |
| 33   | Nick Schultz        | Canada             | Wild du Minnesota         | Raiders de Prince Albert (LHOu)    |
| 34   | Rouslan Zaïnoulline | Russie             | Lightning de Tampa Bay    | Ak Bars Kazan (Superliga)          |
| 35   | Brad Winchester     | États-Unis         | Oilers d'Edmonton         | Badgers du Wisconsin (NCAA)        |
| 36   | Daniel Widing       | Suède              | Predators de Nashville    | Leksands IF (Elitserien)           |
| 37   | Andy Hilbert        | États-Unis         | Bruins de Boston          | Wolverines du Michigan (NCAA)      |
| 38   | Tomáš Kopecký       | Slovaquie          | Red Wings de Détroit      | HC Dukla Trenčín (Slovaquie)       |
| 39   | Teemu Laine         | Finlande           | Devils du New Jersey      | Jokerit Helsinki (SM-liiga)        |
| 40   | Kurtis Foster       | Canada             | Flames de Calgary         | Petes de Peterborough (OHL)        |
| 41   | Tero Määttä         | Finlande           | Sharks de San José        | Jokerit Helsinki (SM-liiga)        |
| 42   | Libor Ustrnul       | République tchèque | Thrashers d'Atlanta       | Whalers de Plymouth (OHL)          |
| 43   | Matt Pettinger      | Canada             | Capitals de Washington    | Hitmen de Calgary (LHOu)           |
| 44   | Ilia Bryzgalov      | Russie             | Mighty Ducks d'Anaheim    | Lada Togliatti (Superliga)         |
| 45   | Mathieu Chouinard   | Canada             | Sénateurs d'Ottawa        | Cataractes de Shawinigan (LHJMQ)   |
| 46   | Jarret Stoll        | Canada             | Flames de Calgary         | Ice de Kootenay (LHOu)             |
| 47   | Jared Aulin         | Canada             | Avalanche du Colorado     | Blazers de Kamloops (LHOu)         |
| 48   | Gerard Dicaire      | Canada             | Sabres de Buffalo         | Thunderbirds de Seattle (LHOu)     |
| 49   | Jonas Nordquist     | Suède              | Blackhawks de Chicago     | Leksands IF (Elitserien)           |
| 50   | Sergueï Soïne       | Russie             | Avalanche du Colorado     | Krylia Sovetov (Superliga)         |
| 51   | Kris Vernarsky      | États-Unis         | Maple Leafs de Toronto    | Whalers de Plymouth (OHL)          |
| 52   | Shane Endicott      | Canada             | Penguins de Pittsburgh    | Thunderbirds de Seattle (LHOu)     |
| 53   | Aleksandr Tatarinov | Russie             | Coyotes de Phoenix        | Torpedo Iaroslavl (Superliga)      |
| 54   | Andreas Lilja       | Suède              | Kings de Los Angeles      | Malmö Redhawks (Elitserien)        |
| 55   | Antoine Vermette    | Canada             | Sénateurs d'Ottawa        | Tigres de Victoriaville (LHJMQ)    |
| 56   | Aleksandr Souglobov | Russie             | Devils du New Jersey      | Torpedo Iaroslavl (Superliga)      |
| 57   | Matt DeMarchi       | États-Unis         | Devils du New Jersey      | Golden Gophers du Minnesota (NCAA) |
| 58   | Vladimir Sapojnikov | Russie             | Panthers de la Floride    | Malmö Redhawks (Elitserien)        |
| 59   | Ivan Huml           | République tchèque | Bruins de Boston          | Hornets de Langley (LHCB)          |
| 60   | Dan Ellis           | Canada             | Stars de Dallas           | Lancers d'Omaha (USHL)             |
| 61   | Jakub Čutta         | République tchèque | Capitals de Washington    | Broncos de Swift Current (LHOu)    |
| 62   | Paul Martin         | États-Unis         | Devils du New Jersey      | École secondaire de Elk River      |
| 63   | Agris Saviels       | Lettonie           | Avalanche du Colorado     | Attack d'Owen Sound (OHL)          |
| 64   | Filip Novák         | République tchèque | Rangers de New York       | Pats de Regina (LHOu)              |
| 65   | David Morisset      | Canada             | Blues de Saint-Louis      | Thunderbirds de Seattle (LHOu)     |

### 3etour
| Rang | Joueur                | Nationalité        | Équipe LNH                | Repêché de                            |
| ---- | --------------------- | ------------------ | ------------------------- | ------------------------------------- |
| 66   | Tuukka Mäkelä         | Finlande           | Bruins de Boston          | HIFK (SM-liiga)                       |
| 67   | Maxim Birbraer        | Kazakhstan         | Devils du New Jersey      | Hurricanes de Newmarket (OHA-A)       |
| 68   | Joel Lundqvist        | Suède              | Stars de Dallas           | Vastra Frolunda Juniors (Elitserien)  |
| 69   | Ben Knopp             | Canada             | Blue Jackets de Columbus  | Warriors de Moose Jaw (LHOu)          |
| 70   | Mikael Tellqvist      | Suède              | Maple Leafs de Toronto    | Djurgardens IF (Elitserien)           |
| 71   | Thatcher Bell         | Canada             | Canucks de Vancouver      | Océanic de Rimouski (LHJMQ)           |
| 72   | Mattias Nilsson       | Suède              | Predators de Nashville    | MODO hockey (Elitserien)              |
| 73   | Sergueï Zinoviev      | Russie             | Bruins de Boston          | Metallourg Novokouznetsk (Superliga)  |
| 74   | Igor Radoulov         | Russie             | Blackhawks de Chicago     | Torpedo Iaroslavl (Superliga)         |
| 75   | Justin Papineau       | Canada             | Blues de Saint-Louis      | Bulls de Belleville (OHL)             |
| 76   | Michael Rupp          | États-Unis         | Devils du New Jersey      | Otters d'Érié (OHL)                   |
| 77   | Robert Fried          | États-Unis         | Panthers de la Floride    | Académie Deerfield (Mass H.S.)        |
| 78   | Jozef Balej           | Slovaquie          | Canadiens de Montréal     | Winter Hawks de Portland (LHOu)       |
| 79   | Tyler Hanchuck        | Canada             | Canadiens de Montréal     | Battalion de Brampton (OHL)           |
| 80   | Ryan Bayda            | Canada             | Hurricanes de la Caroline | Fighting Sioux de North Dakota (NCAA) |
| 81   | Aleksandr Kharitonov  | Russie             | Lightning de Tampa Bay    | HK Dinamo Moscou (Superliga)          |
| 82   | Sean O'Connor         | Canada             | Panthers de la Floride    | Warriors de Moose Jaw (LHOu)          |
| 83   | Aleksandr Lioubimov   | Russie             | Oilers d'Edmonton         | CSK VVS Samara (Superliga)            |
| 84   | Peter Hamerlík        | Slovaquie          | Penguins de Pittsburgh    | Skalica (Slovaquie)                   |
| 85   | Ramzi Abid            | Canada             | Coyotes de Phoenix        | Mooseheads d'Halifax (LHJMQ)          |
| 86   | Yanick Lehoux         | Canada             | Kings de Los Angeles      | Drakkar de Baie-Comeau (LHJMQ)        |
| 87   | Jan Boháč             | République tchèque | Sénateurs d'Ottawa        | HC Slavia Prague (Extraliga)          |
| 88   | Kurt Sauer            | États-Unis         | Avalanche du Colorado     | Chiefs de Spokane (LHOu)              |
| 89   | Libor Pivko           | République tchèque | Predators de Nashville    | Havirov Femax HC (Extraliga)          |
| 90   | Jean-François Racine  | Canada             | Maple Leafs de Toronto    | Voltigeurs de Drummondville (LHJMQ)   |
| 91   | Alekseï Terechtchenko | Russie             | Stars de Dallas           | HK Dinamo Moscou (Superliga)          |
| 92   | Sergueï Kliazmine     | Russie             | Avalanche du Colorado     | HK Tver (Superliga)                   |
| 93   | Tim Branham           | États-Unis         | Canucks de Vancouver      | Colts de Barrie (OHL)                 |
| 94   | Aleksandr Drozdetski  | Russie             | Flyers de Philadelphie    | SKA Saint-Pétersbourg (Superliga)     |
| 95   | Dominic Moore         | Canada             | Rangers de New York       | Crimson d'Harvard (NCAA)              |
| 96   | Antoine Bergeron      | Canada             | Blues de Saint-Louis      | Foreurs de Val-d'Or (LHJMQ)           |

### 4etour
| Rang | Joueur               | Nationalité        | Équipe LNH                | Repêché de                          |
| ---- | -------------------- | ------------------ | ------------------------- | ----------------------------------- |
| 97   | Niclas Wallin        | Suède              | Hurricanes de la Caroline | Brynäs IF (Elitserien)              |
| 98   | Jonas Rönnqvist      | Suède              | Mighty Ducks d'Anaheim    | Luleå HF (Elitserien)               |
| 99   | Marc Cavosie         | États-Unis         | Wild du Minnesota         | Engineers de Rensselaer (NCAA)      |
| 100  | Miguel Delisle       | Canada             | Maple Leafs de Toronto    | 67 d'Ottawa (OHL)                   |
| 101  | Arto Tukio           | Finlande           | Islanders de New York     | Ilves Tampere (SM-liiga)            |
| 102  | Stefan Liv           | Suède              | Red Wings de Détroit      | HV 71 (Elitserien)                  |
| 103  | Brett Nowak          | États-Unis         | Bruins de Boston          | Crimson d'Harvard (NCAA)            |
| 104  | Jon DiSalvatore      | États-Unis         | Sharks de San José        | Friars de Providence (NCAA)         |
| 105  | Vladimir Gorbounov   | Russie             | Islanders de New York     | HK CSKA Moscou (Superliga)          |
| 106  | Scotty Balan         | Canada             | Blackhawks de Chicago     | Pats de Regina (LHOu)               |
| 107  | Carl Mallette        | Canada             | Thrashers d'Atlanta       | Tigres de Victoriaville (LHJMQ)     |
| 108  | Blake Robson         | Canada             | Thrashers d'Atlanta       | Winter Hawks de Portland (LHOu)     |
| 109  | Johan Eneqvist       | Suède              | Canadiens de Montréal     | Leksands IF (Elitserien)            |
| 110  | Jared Newman         | États-Unis         | Hurricanes de la Caroline | Whalers de Plymouth (OHL)           |
| 111  | Ghyslain Rousseau    | Canada             | Sabres de Buffalo         | Drakkar de Baie-Comeau (LHJMQ)      |
| 112  | Přemysl Duben        | République tchèque | Rangers de New York       | HC Dukla Jihlava (Extraliga)        |
| 113  | Lou Dickenson        | Canada             | Oilers d'Edmonton         | IceDogs de Mississauga (OHL)        |
| 114  | Christian Larrivée   | Canada             | Canadiens de Montréal     | Saguenéens de Chicoutimi (LHJMQ)    |
| 115  | Chris Eade           | Canada             | Panthers de la Floride    | Centennials de North Bay (OHL)      |
| 116  | Levente Szuper       | Hongrie            | Flames de Calgary         | 67 d'Ottawa (OHL)                   |
| 117  | Olli Malmivaara      | Finlande           | Blackhawks de Chicago     | Jokerit Helsinki (SM-liiga)         |
| 118  | Ľubomír Višňovský    | Slovaquie          | Kings de Los Angeles      | HC Slovan Bratislava (Slovaquie)    |
| 119  | Brian Fahey          | États-Unis         | Avalanche du Colorado     | Badgers du Wisconsin (NCAA)         |
| 120  | Davis Parley         | Canada             | Panthers de la Floride    | Blazers de Kamloops (LHOu)          |
| 121  | Ryan Van Buskirk     | Canada             | Capitals de Washington    | Sting de Sarnia (OHL)               |
| 122  | Derrick Byfuglien    | États-Unis         | Sénateurs d'Ottawa        | Ice Sharks de Fargo-Moorhead (USHL) |
| 123  | Vadim Khomitski      | Russie             | Stars de Dallas           | CSKA Moscou (Superliga)             |
| 124  | Michel Ouellet       | Canada             | Penguins de Pittsburgh    | Océanic de Rimouski (LHJMQ)         |
| 125  | Phil Cole            | Canada             | Devils du New Jersey      | Hurricanes de Lethbridge (LHOu)     |
| 126  | Johan Hagglund       | Suède              | Lightning de Tampa Bay    | MODO hockey (Elitserien)            |
| 127  | Dmitri Semionov      | Russie             | Red Wings de Détroit      | HK Dinamo Moscou (Superliga)        |
| 128  | Aleksandr Selouïanov | Russie             | Red Wings de Détroit      | Salavat Ioulaïev Oufa (Superliga)   |
| 129  | Troy Riddle          | États-Unis         | Blues de Saint-Louis      | Buccaneers de Des Moines (USHL)     |
| 130  | Aaron Van Leusen     | Canada             | Red Wings de Détroit      | Battalion de Brampton (OHL)         |

### 5etour
| Rang | Joueur              | Nationalité        | Équipe LNH               | Repêché de                            |
| ---- | ------------------- | ------------------ | ------------------------ | ------------------------------------- |
| 131  | Matt Hendricks      | États-Unis         | Predators de Nashville   | Académie Blaine (Minn.)               |
| 132  | Maksim Souchinski   | Russie             | Wild du Minnesota        | Avangard Omsk (Superliga)             |
| 133  | Petteri Nummelin    | Finlande           | Blue Jackets de Columbus | HC Davos (LNA)                        |
| 134  | Peter Podhradský    | Slovaquie          | Mighty Ducks d'Anaheim   | HC Slovan Bratislava (Extraliga Slo.) |
| 135  | Mike Jefferson      | Canada             | Devils du New Jersey     | Colts de Barrie (OHL)                 |
| 136  | Dmitri Oupper       | Kazakhstan         | Islanders de New York    | Torpedo Nijni Novgorod (Superliga)    |
| 137  | Mike Stuart         | États-Unis         | Predators de Nashville   | Tigers de Colorado College (NCAA)     |
| 138  | Scott Heffernan     | Canada             | Blue Jackets de Columbus | Sting de Sarnia (OHL)                 |
| 139  | Rouslan Bernikov    | Russie             | Stars de Dallas          | Amour Khabarovsk (Superliga)          |
| 140  | Nathan Martz        | Canada             | Rangers de New York      | Chiefs de Chilliwack (BCHL)           |
| 141  | Wade Davis          | Canada             | Flames de Calgary        | Hitmen de Calgary (LHOu)              |
| 142  | Michael Pinc        | République tchèque | Sharks de San José       | Huskies de Rouyn-Noranda (LHJMQ)      |
| 143  | Brandon Snee        | États-Unis         | Rangers de New York      | Athletics de Union College (NCAA)     |
| 144  | Pavel Douma         | Russie             | Canucks de Vancouver     | Neftekhimik Nijnekamsk (Superliga)    |
| 145  | Ryan Glenn          | Canada             | Canadiens de Montréal    | Walpole (EJHL)                        |
| 146  | David Kočí          | République tchèque | Penguins de Pittsburgh   | HC Sparta Prague (Extraliga)          |
| 147  | Matthew McRae       | Canada             | Thrashers d'Atlanta      | Big Red de Cornell (NCAA)             |
| 148  | Kristoffer Ottosson | Suède              | Islanders de New York    | Djurgårdens IF (Elitserien)           |
| 149  | Denis Denissov      | Russie             | Sabres de Buffalo        | HK CSKA Moscou (Superliga)            |
| 150  | Tyler Kolarik       | États-Unis         | Blue Jackets de Columbus | Académie Deerfield (Mass H.S.)        |
| 151  | Aleksandr Barkounov | Russie             | Blackhawks de Chicago    | Torpedo Iaroslavl (Superliga)         |
| 152  | Paul Flache         | Canada             | Oilers d'Edmonton        | Battalion de Brampton (OHL)           |
| 153  | Bill Cass           | États-Unis         | Mighty Ducks d'Anaheim   | Eagles de Boston College (NCAA)       |
| 154  | Matt Koalska        | États-Unis         | Predators de Nashville   | Vulcans de Twin City (USHL)           |
| 155  | Travis Moen         | Canada             | Flames de Calgary        | Rockets de Kelowna (LHOu)             |
| 156  | Greg Zanon          | Canada             | Sénateurs d'Ottawa       | Mavericks de Nebraska-Omaha (NCAA)    |
| 157  | Grant Potulny       | États-Unis         | Sénateurs d'Ottawa       | Stars de Lincoln (USHL)               |
| 158  | Sean Connolly       | États-Unis         | Sénateurs d'Ottawa       | Wildcats de Northern Michigan (NCAA)  |
| 159  | John-Michael Liles  | États-Unis         | Avalanche du Colorado    | Spartans de Michigan State (NCAA)     |
| 160  | Nate Kiser          | États-Unis         | Coyotes de Phoenix       | Whalers de Plymouth (OHL)             |
| 161  | Pavel Sedov         | Russie             | Lightning de Tampa Bay   | Khimik Voskressensk (Superliga)       |
| 162  | Artiom Chernov      | Russie             | Stars de Dallas          | Metallourg Novokouznetsk (Superliga)  |
| 163  | Ivan Nepriaïev      | Russie             | Capitals de Washington   | Torpedo Iaroslavl (Superliga)         |
| 164  | Matúš Kostúr        | Slovaquie          | Devils du New Jersey     | HC05 Banská Bystrica (Extraliga slo.) |
| 165  | Nathan Marsters     | Canada             | Kings de Los Angeles     | Chiefs de Chilliwack (LHCB)           |
| 166  | Nolan Schaefer      | Canada             | Sharks de San José       | Friars de Providence (NCAA)           |
| 167  | Craig Weller        | Canada             | Blues de Saint-Louis     | Canucks de Calgary (AJHL)             |

### 6etour
| Rang | Joueur           | Nationalité        | Équipe LNH                | Repêché de                                    |
| ---- | ---------------- | ------------------ | ------------------------- | --------------------------------------------- |
| 168  | Zdeněk Šmíd      | République tchèque | Thrashers d'Atlanta       | Karlovy Vary HC (Extraliga)                   |
| 169  | Shane Bendera    | Canada             | Blue Jackets de Columbus  | Rebels de Red Deer (LHOu)                     |
| 170  | Erik Reitz       | États-Unis         | Wild du Minnesota         | Colts de Barrie (OHL)                         |
| 171  | Roman Čechmánek  | République tchèque | Flyers de Philadelphie    | HC Vsetín (Extraliga)                         |
| 172  | Scott Selig      | États-Unis         | Canadiens de Montréal     | Académie Thayer (Mass.)                       |
| 173  | Tomáš Harant     | Slovaquie          | Predators de Nashville    | Zilina Jr. (Slovakia)                         |
| 174  | Jarno Kultanen   | Finlande           | Bruins de Boston          | HIFK (SM-liiga)                               |
| 175  | Sven Helfenstein | Suisse             | Rangers de New York       | Kloten Flyers (LNA)                           |
| 176  | Jukka Hentunen   | Finlande           | Flames de Calgary         | HPK Hameenlinna (SM-liiga)                    |
| 177  | Michael Ayers    | États-Unis         | Blackhawks de Chicago     | Fighting Saints de Dubuque (USHL)             |
| 178  | Jeff Dwyer       | États-Unis         | Thrashers d'Atlanta       | Académie Choate (Conn.)                       |
| 179  | Vadim Sozinov    | Kazakhstan         | Maple Leafs de Toronto    | Metallourg Novokouznetsk-2 (Russie)           |
| 180  | Darcy Hordichuk  | Canada             | Thrashers d'Atlanta       | Blades de Saskatoon (LHOu)                    |
| 181  | J.D. Forrest     | États-Unis         | Hurricanes de la Caroline | Équipe nationale Junior des États-Unis (USHL) |
| 182  | Petr Chvojka     | République tchèque | Canadiens de Montréal     | Plzen HC (Extraliga)                          |
| 183  | Michal Macho     | Slovaquie          | Sharks de San José        | Martin Jr. (Slovakia)                         |
| 184  | Shaun Norrie     | Canada             | Oilers d'Edmonton         | Hitmen de Calgary (LHOu)                      |
| 185  | Patrick Foley    | États-Unis         | Penguins de Pittsburgh    | Wildcats du New Hampshire (NCAA)              |
| 186  | Brent Gauvreau   | Canada             | Coyotes de Phoenix        | Generals d'Oshawa (OHL)                       |
| 187  | Pär Bäcker       | Suède              | Red Wings de Détroit      | Grums (Elitserien)                            |
| 188  | Jason Maleyko    | Canada             | Sénateurs d'Ottawa        | Battalion de Brampton (OHL)                   |
| 189  | Chris Bahen      | Canada             | Avalanche du Colorado     | Golden Knights de Clarkson (NCAA)             |
| 190  | Josh Olson       | États-Unis         | Panthers de la Floride    | Lancers d'Omaha (USHL)                        |
| 191  | Aaron Gionet     | Canada             | Lightning de Tampa Bay    | Blazers de Kamloops (LHOu)                    |
| 192  | Ladislav Vlček   | République tchèque | Stars de Dallas           | HC Kladno (Extraliga)                         |
| 193  | Joey Martin      | États-Unis         | Blackhawks de Chicago     | Lancers d'Omaha (USHL)                        |
| 194  | Deryk Engelland  | Canada             | Devils du New Jersey      | Warriors de Moose Jaw (LHOu)                  |
| 195  | Colin Shields    | Royaume-Uni        | Flyers de Philadelphie    | Barons de Cleveland (NAHL)                    |
| 196  | Paul Ballantyne  | Canada             | Red Wings de Détroit      | Greyhounds de Sault Ste. Marie (OHL)          |
| 197  | Zbyněk Irgl      | République tchèque | Predators de Nashville    | HC Vítkovice (Extraliga)                      |

### 7etour
| Rang | Joueur                 | Nationalité | Équipe LNH                | Repêché de                             |
| ---- | ---------------------- | ----------- | ------------------------- | -------------------------------------- |
| 198  | Ken Magowan            | Canada      | Devils du New Jersey      | Vipers de Vernon (LHCB)                |
| 199  | Brian Passmore         | Canada      | Wild du Minnesota         | Generals d'Oshawa (OHL)                |
| 200  | Janne Jokila           | Finlande    | Blue Jackets de Columbus  | TPS Turku Jrs. (SM-liiga)              |
| 201  | Ievgueni Fiodorov (en) | Russie      | Kings de Los Angeles      | Molot Prikamie Perm (Superliga)        |
| 202  | Ryan Caldwell          | États-Unis  | Islanders de New York     | Flyers de Thunder Bay (USHL)           |
| 203  | Jure Penko             | Slovénie    | Predators de Nashville    | Gamblers de Green Bay (USHL)           |
| 204  | Chris Berti            | Canada      | Bruins de Boston          | Sting de Sarnia (OHL)                  |
| 205  | Henrik Lundqvist       | Suède       | Rangers de New York       | Frölunda HCJr. (Elitserien)            |
| 206  | Tim Eriksson           | Suède       | Kings de Los Angeles      | Vastra Frolunda Juniors (Elitserien)   |
| 207  | Cliff Loya             | États-Unis  | Blackhawks de Chicago     | Black Bears du Maine (NCAA)            |
| 208  | Brandon Reid           | Canada      | Canucks de Vancouver      | Mooseheads d'Halifax (LHJMQ)           |
| 209  | Markus Seikola         | Finlande    | Maple Leafs de Toronto    | TPS Turku Jrs. (SM-liiga)              |
| 210  | John Eichelberger      | États-Unis  | Flyers de Philadelphie    | Gamblers de Green Bay (USHL)           |
| 211  | Joe Cullen             | États-Unis  | Oilers d'Edmonton         | Tigers de Colorado College (NCAA)      |
| 212  | Magnus Kahnberg        | Suède       | Hurricanes de la Caroline | Vastra Frolunda HC (Elitserien)        |
| 213  | Vassili Biziaïev       | Russie      | Sabres de Buffalo         | CSKA Moscou Jr. (Superliga)            |
| 214  | Peter Bartos           | Slovaquie   | Wild du Minnesota         | Ceske Budejovice HC (Extraliga)        |
| 215  | Matthew Lombardi       | Canada      | Oilers d'Edmonton         | Tigres de Victoriaville (LHJMQ)        |
| 216  | Jim Abbott             | États-Unis  | Penguins de Pittsburgh    | Wildcats du New Hampshire (NCAA)       |
| 217  | Igor Samoïlov          | Russie      | Coyotes de Phoenix        | Torpedo Iaroslavl (Superliga)          |
| 218  | Craig Olynick          | Canada      | Kings de Los Angeles      | Thunderbirds de Seattle (LHOu)         |
| 219  | Marco Tuokko           | Finlande    | Stars de Dallas           | TPS Turku (SM-liiga)                   |
| 220  | Paul Gaustad           | Canada      | Sabres de Buffalo         | Winter Hawks de Portland (LHOu)        |
| 221  | Aaron Molnar           | Canada      | Avalanche du Colorado     | Knights de London (OHL)                |
| 222  | Marek Priechodský      | Slovaquie   | Lightning de Tampa Bay    | Trnava (Slovakia Jr.)                  |
| 223  | Lubos Velebny          | Slovaquie   | Maple Leafs de Toronto    | Zvolen Jrs. (Slovakia)                 |
| 224  | Antti Miettinen        | Finlande    | Stars de Dallas           | HPK Hameenlinna (SM-liiga)             |
| 225  | Vladislav Louchkine    | Russie      | Blackhawks de Chicago     | Severstal Tcherepovets Jr. (Superliga) |
| 226  | Brian Eklund           | États-Unis  | Lightning de Tampa Bay    | Bears de Brown (NCAA)                  |
| 227  | Guillaume Lefebvre     | Canada      | Flyers de Philadelphie    | Huskies de Rouyn-Noranda (LHJMQ)       |
| 228  | Jimmie Svensson        | Suède       | Red Wings de Détroit      | Vasteras Jrs. (Elitserien)             |
| 229  | Brett Lutes            | Canada      | Blues de Saint-Louis      | Rocket de Montréal (LHJMQ)             |

### 8etour
| Rang | Joueur               | Nationalité        | Équipe LNH                | Repêché de                                    |
| ---- | -------------------- | ------------------ | ------------------------- | --------------------------------------------- |
| 230  | Samu Isosalo         | Finlande           | Thrashers d'Atlanta       | Centennials de North Bay (OHL)                |
| 231  | Peter Zingoni        | États-Unis         | Blue Jackets de Columbus  | Coyotes Jr. de New England (EJHL)             |
| 232  | Ľubomír Sekeráš      | Slovaquie          | Wild du Minnesota         | HC Oceláři Třinec (Extraliga)                 |
| 233  | Aleksandr Poloukeïev | Russie             | Lightning de Tampa Bay    | SKA Saint-Pétersbourg Jrs. (Superliga)        |
| 234  | Jānis Sprukts        | Lettonie           | Panthers de la Floride    | Lukko Rauma (SM-liiga)                        |
| 235  | Craig Kowalski       | États-Unis         | Hurricanes de la Caroline | Compuware de Détroit (NAHL)                   |
| 236  | Mats Christéen       | Suède              | Predators de Nashville    | Sodertalje Jr. (Elitserien)                   |
| 237  | Zdeněk Kutlák        | République tchèque | Bruins de Boston          | HC Ceske Budejovice (Extraliga)               |
| 238  | Danny Eberly         | États-Unis         | Rangers de New York       | Engineers de Renselaer (NCAA)                 |
| 239  | David Hájek          | République tchèque | Flames de Calgary         | Chomutov (République tchèque)                 |
| 240  | Adam Berkhoel        | États-Unis         | Blackhawks de Chicago     | Vulcans de Twin City (USHL)                   |
| 241  | Nathan Barrett       | Canada             | Canucks de Vancouver      | Hurricanes de Lethbridge (LHOu)               |
| 242  | Evan Nielsen         | États-Unis         | Thrashers d'Atlanta       | Fighting Irish de Notre Dame (NCAA)           |
| 243  | Joni Puurula         | Finlande           | Canadiens de Montréal     | Hermes (SM-liiga)                             |
| 244  | Eric Bowen           | États-Unis         | Thrashers d'Atlanta       | Winter Hawks de Portland (LHOu)               |
| 245  | Dan Welch            | États-Unis         | Kings de Los Angeles      | Golden Gophers du Minnesota (NCAA)            |
| 246  | Chad Wiseman         | Canada             | Sharks de San José        | IceDogs de Mississauga (LHO)                  |
| 247  | Jason Platt          | États-Unis         | Oilers d'Edmonton         | Lancers d'Omaha (USHL)                        |
| 248  | Steven Crampton      | Canada             | Penguins de Pittsburgh    | Warriors de Moose Jaw (LHOu)                  |
| 249  | Sami Venäläinen      | Finlande           | Coyotes de Phoenix        | Tappara Jrs. (SM-liiga)                       |
| 250  | Flavien Conne        | Suisse             | Kings de Los Angeles      | Fribourg-Gotteron (LNA)                       |
| 251  | Todd Jackson         | États-Unis         | Red Wings de Détroit      | Équipe nationale junior des États-Unis (USHL) |
| 252  | Darryl Bootland      | Canada             | Avalanche du Colorado     | St. Michael's Majors de Toronto (OHL)         |
| 253  | Matthew Sommerfeld   | Canada             | Panthers de la Floride    | Broncos de Swift Current (LHOu)               |
| 254  | Aleksandr Chinkar    | Russie             | Maple Leafs de Toronto    | Severstal Tcherepovets (Superliga)            |
| 255  | Eric Johansson       | Canada             | Wild du Minnesota         | Americans de Tri-City (LHOu)                  |
| 256  | Pasi Saarinen        | Finlande           | Sharks de San José        | Ilves Tampere (SM-liiga)                      |
| 257  | Warren McCutcheon    | Canada             | Devils du New Jersey      | Hurricanes de Lethbridge (LHOu)               |
| 258  | Sean McMorrow        | Canada             | Sabres de Buffalo         | Rangers de Kitchener (OHL)                    |
| 259  | Regan Kelly          | Canada             | Flyers de Philadelphie    | Hawks Nipawin (LHJS)                          |
| 260  | Ievgueni Boumaguine  | Russie             | Red Wings de Détroit      | Lada Togliatti (Superliga)                    |
| 261  | Reinhard Divis       | Autriche           | Blues de Saint-Louis      | Leksands IF (Elitserien)                      |

### 9etour
| Rang | Joueur             | Nationalité        | Équipe LNH                | Repêché de                             |
| ---- | ------------------ | ------------------ | ------------------------- | -------------------------------------- |
| 262  | Peter Flache       | Canada             | Blackhawks de Chicago     | Storm de Guelph (OHL)                  |
| 263  | Thomas Ziegler     | Suisse             | Lightning de Tampa Bay    | HC Ambri-Piotta (LNA)                  |
| 264  | Dmitri Altariov    | Russie             | Islanders de New York     | Dizel Penza (Superliga)                |
| 265  | Jean-Philippe Côté | Canada             | Maple Leafs de Toronto    | Screaming Eagles du Cap-Breton (LHJMQ) |
| 266  | Sean Kotary        | États-Unis         | Avalanche du Colorado     | Northwood Prep (N.Y.)                  |
| 267  | Tomi Pettinen      | Finlande           | Islanders de New York     | Ilves Tampere (SM-liiga)               |
| 268  | Pavel Kolařík      | République tchèque | Bruins de Boston          | HC Slavia Prague (Extraliga)           |
| 269  | Martin Richter     | République tchèque | Rangers de New York       | SaiPa Lappeenranta (SM-liiga)          |
| 270  | Micki DuPont       | Canada             | Flames de Calgary         | Blazers de Kamloops (LHOu)             |
| 271  | Reto von Arx       | Suisse             | Blackhawks de Chicago     | HC Davos (LNA)                         |
| 272  | Tim Smith          | Canada             | Canucks de Vancouver      | Chiefs de Spokane (LHOu)               |
| 273  | Roman Šimíček      | République tchèque | Penguins de Pittsburgh    | HPK Hameenlinna (SM-liiga)             |
| 274  | Ievgueni Mouratov  | Russie             | Oilers d'Edmonton         | Neftekhimik Nijnekamsk (Superliga)     |
| 275  | Jonathan Gauthier  | Canada             | Canadiens de Montréal     | Huskies de Rouyn-Noranda (LHJMQ)       |
| 276  | Troy Ferguson      | Canada             | Hurricanes de la Caroline | Wolverines du Michigan (NCAA)          |
| 277  | Ryan Courtney      | Canada             | Sabres de Buffalo         | Spitfires de Windsor (OHL)             |
| 278  | Martin Paroulek    | République tchèque | Blue Jackets de Columbus  | HC Vsetín (Extraliga)                  |
| 279  | Andreas Lindström  | Suède              | Bruins de Boston          | Luleå HF (Elitserien)                  |
| 280  | Nick Boucher       | Canada             | Penguins de Pittsburgh    | Big Green de Dartmouth (NCAA)          |
| 281  | Peter Fabuš        | Slovaquie          | Coyotes de Phoenix        | HC Dukla Trencin (Extrakiga slo.)      |
| 282  | Carl Grahn         | Finlande           | Kings de Los Angeles      | Kalpa Jr. (SM-liiga)                   |
| 283  | James DeMone       | Canada             | Sénateurs d'Ottawa        | Winter Hawks de Portland (LHOu)        |
| 284  | Martin Höhener     | Suisse             | Predators de Nashville    | Kloten Flyers (LNA)                    |
| 285  | Blake Ward         | Canada             | Avalanche du Colorado     | Americans de Tri-City (LHOu)           |
| 286  | Andrej Nedorost    | Slovaquie          | Blue Jackets de Columbus  | ESC Moskitos Essen (DEL)               |
| 287  | Milan Kopecký      | République tchèque | Flyers de Philadelphie    | HC Slavia Prague (Extraliga tch.)      |
| 288  | Mark McRae         | Canada             | Thrashers d'Atlanta       | Big Red de Cornell (NCAA)              |
| 289  | Björn Nord         | Suède              | Capitals de Washington    | Djurgardens IF (Elitserien)            |
| 290  | Simon Gamache      | Canada             | Thrashers d'Atlanta       | Foreurs de Val-d'Or (LHJMQ)            |
| 291  | Arne Ramholt       | Suisse             | Blackhawks de Chicago     | Kloten Flyers (LNA)                    |
| 292  | Louis Mandeville   | Canada             | Blue Jackets de Columbus  | Huskies de Rouyn-Noranda (LHJMQ)       |
| 293  | Lauri Kinos        | Finlande           | Blues de Saint-Louis      | Rocket de Montréal (LHJMQ)             |